# Ernst Messerschmid
Ernst Willi Messerschmid (Reutlingen, 21 de maio de 1945) é um ex-astronauta e físico alemão.
Depois de dois anos de serviço militar, formou-se em Física nas universidades de Tübingen e de Bonn em 1972, com doutorado em 1976. Na década de 1970 foi cientista-visitante da Organização Europeia para a Investigação Nuclear (CERN), em Genebra, e por cinco anos trabalhou com partículas de prótons em aceleradores e plasma.
De 1978 a 1982, ele trabalhou na DLR, no Instituto de Tecnologia de Comunicações da agência, em Oberpfaffenhofen, na área de comunicações espaciais embarcadas. No ano seguinte, foi selecionado como um dos astronautas para a primeira missão alemã do Spacelab. Foi ao espaço em outubro de 1985, como especialista de carga a bordo da nave Challenger, STS-61-A, que realizou mais de 70 experiências científicas comandadas em terra pela Alemanha, ao invés de Houston, dentro do laboratório espacial embarcado no compartimento de carga do ônibus espacial. Na missão, Ernst passou um total de 168 horas no espaço. Este foi o último voo da Challenger antes de sua destruição na missão seguinte e o recorde de tripulantes numa mesma missão do ônibus espacial, oito no total, três deles europeus.
Depois de sua única missão no espaço, ele retornou à Universidade de Stuttgart para lecionar, assumindo, em 1999, a chefia do Centro Europeu de Astronautas, ligado à ESA (Agência Espacial Europeia). Em 2005, voltou a lecionar sobre Astronáutica e estações espaciais em Stuttgart.